# American Petroleum Institute
Das American Petroleum Institute (abgekürzt API) ist der größte Interessenverband der Öl- und Gasindustrie einschließlich der petrochemischen Industrie in den USA. Dem API mit Sitz in Washington, D.C. gehören ca. 600 Unternehmen an.

## Arbeitsgebiete
Das Institut äußert sich zu Themen wie der Ausbeutung von Lagerstätten, Ölverbrauch, Steuern, Handel, Umwelt- und Arbeitsschutz. Ein wichtiges Arbeitsgebiet ist die Erarbeitung von technischen Richtlinien und Standards. Der Einfluss des API geht weit über die USA hinaus.
Die vom API herausgegebenen technischen Richtlinien sind vergleichsweise umfassend und anspruchsvoll. Die Richtlinien werden nicht von unabhängigen Einrichtungen, sondern von Fachleuten aus dem im Verband zusammengeschlossenen Unternehmen erarbeitet.
Vom API liegen Spezifikationen für Motoröle vor (siehe: Schmieröl). Andere Richtlinien beschäftigen sich beispielsweise mit der Ausführung von Maschinen, Öltransport auf Schiffen, Wartung von Apparaten und der Ausführung von Sicherheitseinrichtungen.

### Organisierte Klimawandelleugnung
Das API wusste seit den 1950er Jahren von den Gefahren, die durch Globale Erwärmung infolge der Verbrennung fossiler Energieträger drohten, bestritt diese aber in der Öffentlichkeit. Schon 1954 hatte API-Mitarbeiter herausgefunden, dass die Verbrennung fossiler Energieträger zu einem Anstieg des CO2-Anteils in der Atmosphäre geführt hatte, und damit mehrere Jahre vor Veröffentlichung der Keeling-Kurve. 1959 hielt der Physiker Edward Teller auf einem vom API organisierten Symposium anlässlich des 100. Geburtstages der US-Ölindustrie einen Vortrag, in dem er auf negative Folgen der globalen Erwärmung wie z. B. steigende Meeresspiegel hinwies. 1965, drei Tage nachdem Wissenschaftler den damaligen US-Präsidenten Lyndon B. Johnson in einem Bericht über die Gefahren des Klimawandels informiert hatten, wurde dieser Bericht auf der Jahreshauptversammlung des American Petroleum Institutes besprochen. Dort richtete der damalige API-Präsident Frank N. Ikard folgende Worte an die versammelten führenden US-Industrielle:

“This report unquestionably will fan emotions, raise fears, and bring demands for action. The substance of the report is that there is still time to save the world’s peoples from the catastrophic consequence of pollution, but time is running out. One of the most important predictions of the report is that carbon dioxide is being added to the earth’s atmosphere by the burning of coal, oil, and natural gas at such a rate that by the year 2000 the heat balance will be so modified as possibly to cause marked changes in climate beyond local or even national efforts. The report further states, and I quote: ‚…the pollution from internal combustion engines is so serious, and is growing so fast, that an alternative nonpolluting means of powering automobiles, buses, and trucks is likely to become a national necessity.‘”

„Dieser Bericht wird zweifellos Emotionen schüren, Ängste wecken und Forderungen nach Taten bewirken. Die Kernaussage des Berichts ist, dass noch Zeit bleibt, um die Völker der Welt vor den katastrophalen Folgen der Verschmutzung zu bewahren, aber die Zeit läuft ab. Eine der wichtigsten Vorhersagen des Berichts ist, dass der Erdatmosphäre durch die Verbrennung von Kohle, Öl und Erdgas Kohlendioxid in einer solchen Menge zugeführt wird, dass bis zum Jahr 2000 die Wärmebilanz so verändert wird, dass möglicherweise deutliche Klimaänderungen eintreten, die über lokale oder gar nationale Anstrengungen hinausgehen. Im Bericht heißt es weiter, und ich zitiere: „....die Verschmutzung durch Verbrennungsmotoren ist so gravierend und wächst so schnell, dass ein alternatives umweltfreundliches Mittel zum Antreiben von Autos, Bussen und Lastwagen wahrscheinlich zu einer nationalen Notwendigkeit wird.““

1968, und damit rund zwei Jahrzehnte vor der Öffentlichkeit, wurde das API schließlich auch vom Stanford Research Institute darüber informiert, dass der Ausstoß von Kohlenstoffdioxid durch die Verbrennung fossiler Energieträger erhebliche Gefahren für die Erde bergen würde. Unter anderem warnten Wissenschaftler das API davor, dass der menschengemachte Klimawandel u. a. zu einem Abschmelzen der Arktis sowie einem Meeresspiegelanstieg führen würde. In der Öffentlichkeit bestritt das API hingegen jahrzehntelang, dass die Existenz des Klimawandels wissenschaftlich fundiert sei.
Stattdessen untergrub das API wie auch andere Lobbyorganisationen und Unternehmen der Branche der fossilen Energien zur Wahrung der eigenen Geschäftsziele die Klimaforschung und Klimapolitik vorsätzlich. Unter anderem finanzierte das API klima"skeptische" Wissenschaftler, konservative Denkfabriken, die die Existenz der globalen Erwärmung leugneten, und diverse Frontorganisationen der organisierten Klimawandelleugnung, darunter die Global Climate Coalition. Diese wurde zunächst auch von William O’Keefe vom American Petroleum Institute geleitet und engagierte sich sehr stark im Kampf gegen die US-amerikanische Ratifizierung des Kyoto-Protokolls. Es spielte jedoch auch eine entscheidende Rolle bei den Angriffen auf den IPCC-Leitautoren Benjamin D. Santer, die die Diskreditierung des Zweiten Sachstandsberichts des IPCC sowie des Weltklimarats insgesamt zum Ziel hatten; im Nachhinein stellten sie sich als unbegründet heraus. Diese für die Öffentlichkeit bestimmte Desinformationskampagne des API begann bereits im Jahr 1980, ein Jahr, nachdem es eine industrieweite geheime Task Force gegründet hatte, die die Entwicklung in der Klimaforschung beobachten sollte.
Zu den gesponserten Personen zählt Willie Soon, dessen Arbeiten von vielen Klima"skeptikern" als Beleg gegen die menschengemachte globale Erwärmung angeführt werden, von Klimaforschern aber wegen schwerer methodischer und inhaltlicher Mängel abgelehnt werden.
Im Juni 2020 wurde das American Petroleum Institute – zusammen mit ExxonMobil und Koch Industries – aufgrund der von den drei Akteuren betriebenen jahrzehntelangen Desinformationskampagne zum Klimawandel vom US-Bundesstaat Minnesota verklagt.

### Kampagnen gegen Umweltschutztechnologien
Bereits seit den 1960er Jahren betrieb das API unter dem Deckmantel vermeintlicher Technologieoffenheit Lobbyarbeit gegen die Förderung erneuerbarer Energieträger und umweltfreundlicher Technologien wie Elektroautos und Wärmepumpenheizungen. Unter anderem setzte das API Regierungen unter Druck, Förderungen für solche Technologien zurückzufahren, staatliche Gelder für Forschung und Entwicklung zu kürzen und Umweltschutzgesetze aufzuweichen, die solche Technologien begünstigen könnten. Staatliche Förderungen für umweltfreundliche Technologien stellten eine Verzerrung des freien Marktes dar. Z.B. protestierte das API bereits 1967 gegen einen Gesetzentwurf zur Förderung der Entwicklung von E-Autos. 2005 argumentierten Lobbyisten des API dann in einem erneuten Abwehrkampf gegen eine etwaige E-Auto-Förderung, dass E-Autos nicht gefördert werden sollten, weil sie noch nicht weit genug entwickelt seien. Auch setzte sich das API schon 1975 gegen ein Energiespargesetz ein, das Steuergutschriften für Wärmepumpen vorsah.